# The Voyage (opéra)
Pour les articles homonymes, voir Voyage (homonymie).
The Voyage est un opéra en trois actes, prologue et épilogue, pour solistes, chœur et orchestre, composé en 1990 par Philip Glass, sur un livret de David Henry Hwang (en). 
L' œuvre est une commande du Metropolitan Opera de New York (la plus chère de toute l'histoire du Met : Glass a ainsi été payé 325 000 $) en commémoration de la découverte de l'Amérique par Christophe Colomb 500 ans auparavant. La première mondiale de l'œuvre a eu lieu le 12 octobre 1992, sous la direction de Bruce Ferden,,,. 
L’opéra est ensuite joué au Théâtre d'État (de) de Linz pour la première européenne le 6 octobre 2002 et au Youth Opera (en) de Leeds pour la première anglaise le 7 juillet 2004.

## Personnages
| Rôle                       | Type de voix  | Distribution à la création, 12 octobre 1992 Direction : Bruce Ferden |
| -------------------------- | ------------- | -------------------------------------------------------------------- |
| Scientist/First Mate       | ténor         | Douglas Perry                                                        |
| Commander                  | mezzo-soprano | Patricia Schuman                                                     |
| Ship's Doctor/Space Twin 1 | soprano       | Kaaren Erickson                                                      |
| Second Mate/Space Twin 2   | baryton-basse | Julien Robbins                                                       |
| Isabella                   | mezzo-soprano | Tatiana Troyanos                                                     |
| Christophe Colomb          | baryton       | Timothy Noble                                                        |
| Earth Twin 1               | mezzo-soprano | Jane Shaulis                                                         |
| Earth Twin 2               | baryton-basse | Jan Opalach                                                          |

## Structure
Comme l'a dit Philip Glass, l'opéra décrit « l'idée de l'exploration et de la découverte » ainsi que « la confrontation des cultures »: au lieu de raconter la rencontre entre Colomb et les indiens, il évoque plus largement le désir humain de découvrir et la rencontre avec l'Autre. 
- Acte I
  - Prologue
  - Scène 1
  - Scène 2, Part 1
  - Scène 2, Interlude
  - Scène 2, Conclusion
  - Scène 3

- Acte II	  
  - Scène 1
  - Scène 2

- Acte III	  
  - Scène 1
  - Scène 2
  - Scène 3 et épilogue

## Discographie
- Erfurt Philharmonic Orchestra dirigé par Dennis Russell Davies, enregistré en octobre 2003 et mars 2004. Orange Mountain Music (2006).